# 光茎栓果菊
光茎栓果菊（学名：Launaea acaulis）是菊科栓果菊属的植物。其种加词“acaulis”意为“无茎的”。分布在泰国、缅甸、不丹、巴基斯坦、阿富汗、印度以及中国大陆的贵州、云南、广西、四川、海南等地，生长于海拔500米至3,600米的地区，常生于山坡路旁、荒地、山坡旱田和稀树草原，目前尚未由人工引种栽培。